# Южная силикуария
Южная силикуария (лат. Tenagodus australis) — моллюск из рода Tenagodus.

## Описание
Размер раковины 70—125 мм. Раковина — среднего размера, деволютная, червеобразно изогнута. С внутренне стороны витков проходит узкая продольная щель. Скульптура образована грубыми поперечными линиями роста и тонкими продольными рёбрышками. Общая окраска — от белой до коричневой, иногда пятнистая.

## Распространение
Тропический Индо-Тихоокеанский район. Австралия.

## Образ жизни
Моллюск обитает на глубине около 50 м, вблизи от коралловых рифов, предпочитая песчаный грунт.
Детритоядные моллюски. Имеют особую железу, вырабатывающую большое количество слизи, из которой моллюск делает своеобразную «ловчую сеть». Её он набрасывает на поверхность субстрата перед собой, и на сеть налипает множество мелких планктонных организмов и останков отмерших животных и растений. Через некоторое время моллюск втягивает сеть, поедая прилипшую пищу. Активны в ночное время.